# Calligonum arborescens
Calligonum arborescens Litv. – gatunek rośliny z rodziny rdestowatych (Polygonaceae Juss.). Występuje naturalnie w Kazachstanie, Turkmenistanie, Uzbekistan oraz Chinach (w prowincji Gansu, a także w regionach autonomicznych Ningxia i Sinciang). 

## Morfologia
PokrójZrzucający liście krzew dorastający do 2–4 m wysokości.
LiścieBlaszka liściowa przybiera formę zaostrzonych łusek o długości 1–2 mm.
KwiatyZebrane po 2–3 w pęczki, rozwijają się w kątach pędów. Listki okwiatu mają równowąski kształt i żółtawą barwę, mierzą do 2–3 mm długości.
OwoceMają jajowaty kształt, osiągają 15–25 mm długości oraz 12 mm szerokości.

## Biologia i ekologia
Rośnie na pustyniach oraz wydmach. Występuje na wysokości od 500 do 600 m n.p.m. Kwitnie od kwietnia do maja, natomiast owoce dojrzewają od maja do czerwca.